# Phare San Isidro
Le phare San Isidro ou phare du cap San Isidro (en espagnol : Faro de San Isidro ou Faro Cabo San Isidro)  est un phare situé au bout de la péninsule de Brunswick au Chili.
Il est géré par le Service hydrographique et océanographique de la marine chilienne dépendant de la Marine chilienne. 
Le phare est classé Monument national du Chili  depuis juin 2009.

## Historique
Ce phare est construit, à la suite d'une étude réalisée par Don George Léger, alors inspecteur général des phares, par un entrepreneur chilien, Don Luis Camuzi, à partir de 1904. Il est inauguré en 1907. En 2004, il est rénové et un musée y est aménagé. Il se trouve sur une partie de la côte proche de Port Famine (en espagnol : Puerto del Hambre) surnommé ainsi en référence aux premiers colons espagnols qui au XVIe siècle ont tenté de s’y installer (ils l’avaient nommé Nombre de Jesús) après avoir quitté le premier lieu de colonisation  Rey Don Felipe situé à l’embouchure orientale du détroit. La plupart d’entre eux sont morts de faim et de froid.

## Caractéristiques
Le phare est rattaché administrativement à la Région de Magallanes et de l'Antarctique chilien. Il s'agit d'une tour cylindrique, blanche à rayure rouge, d'une hauteur de 7,8 mètres, qui s'élève à une hauteur de 28 mètres au-dessus du niveau de l'océan. Il est à proximité de la maison du gardien.

## Codes internationaux
ARLHS : CHI-010 

NGA : 111-2380

Admiralty : G 1446

## Sources
- [PDF] (en) Listes des phares - et autres - d'Amérique du Sud - pages 53 & 306
- (es) Le phare San Isidro
- (en) Les phares du sud du Chili
- (en) Site officiel du phare Isidro